# Bellmont (Nueva York)
Bellmont es un pueblo ubicado en el condado de Franklin en el estado estadounidense de Nueva York. En el año 2000 tenía una población de 1.423 habitantes y una densidad poblacional de 3.3 personas por km².

## Geografía
Bellmont se encuentra ubicado en las coordenadas 44°44′43″N 74°6′26″O / 44.74528, -74.10722.

## Demografía
Según la Oficina del Censo en 2000 los ingresos medios por hogar en la localidad eran de $33,417, y los ingresos medios por familia eran $35,852. Los hombres tenían unos ingresos medios de $32,750 frente a los $19,879 para las mujeres. La renta per cápita para la localidad era de $16,542. Alrededor del 9.8% de la población estaban por debajo del umbral de pobreza.